# نيكيتا باجينوف
نيكيتا باجينوف (بالروسية: Никита Александрович Баженов)‏ (1 فبراير 1985 ببولشوي بونكوفو في روسيا - ) هو لاعب كرة قدم روسي في مركزي الوسط والهجوم. شارك مع منتخب روسيا تحت 19 سنة لكرة القدم ومنتخب روسيا تحت 21 سنة لكرة القدم ومنتخب روسيا لكرة القدم. أما مع النوادي، فقد لعب مع توم تومسك وسبارتاك موسكو وFC Olimp-Dolgoprudny ‏ ونادي ساتورن رامنسكوي.

## وصلات خارجية
- نيكيتا باجينوف على موقع الاتحاد الأوربي (الإنجليزية)
- نيكيتا باجينوف على موقع قاعدة بيانات كرة القدم.إي يو (الإنجليزية)
- نيكيتا باجينوف على موقع ناشيونال فوتبول تيمز (الإنجليزية)
- نيكيتا باجينوف على موقع Soccerway.com (الإنجليزية)